# Les Agites
Il Les Agites è un passo di montagna nel Canton Vaud, collega la località di Yvorne con La Lécherette . Scollina a un'altitudine di 1 569 m s.l.m.